# Rimorchio
Il rimorchio è un veicolo sprovvisto di motore, destinato ad essere trainato da parte di autoveicoli equipaggiati con sistemi di traino opportuni ed, all'occorrenza, anche con opportuno sistema di frenatura, che assumono il nome generico di motrici. Si differenzia dal semirimorchio perché a differenza di quest'ultimo scarica il proprio peso esclusivamente sui suoi assi. 

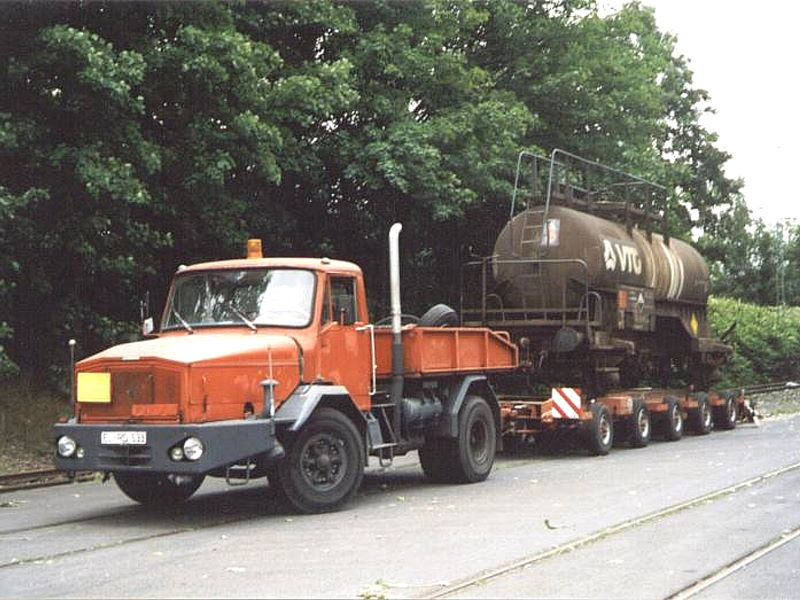
Rimorchio pesante adibito al trasporto eccezionale - trasporto di carri ferroviari

## Tipi di rimorchio

### Rimorchi stradali
Per il codice della strada sono regolamentati all'art.56 Titolo 3 e si tratta in ogni caso di un veicolo che necessita di una immatricolazione a sé stante pur restando indissolubilmente collegato al mezzo trainante nella circolazione normale su strada.
Sul retro del rimorchio deve essere infatti apposta una regolare targa che ne certifica l'immatricolazione e riportante la dicitura "Rimorchio", accanto ad una di colore giallo ripetitrice di quella del veicolo trainante riconoscibile tramite la “R” di colore rosso. Inoltre sempre sul retro devono essere posti due adesivi indicanti i limiti massimi di velocità, 70 e di 80 orari, riferiti a strade extraurbane ed autostrade.
Con il D.P.R. N°198 del 28/09/2012 la targa ripetitrice non è più richiesta per tutti i rimorchi che siano già provvisti di una targa propria in fase di immatricolazione. In particolare il decreto impone che tali rimorchi debbano avere apposta solo la propria targa, del tutto simile a quella degli altri autoveicoli (ma con numerazione che parte da "XA000AA") e non più quella gialla ripetitrice del veicolo trainante. I rimorchi che devono rispettare la nuova normativa sono tutti quelli immatricolati dopo l'entrata in vigore del decreto, il 20 febbraio 2013, mentre quelli già in circolazione prima di tale data devono rispettare la normativa precedente, a meno che non vengano reimmatricolati.
Anche per quel che riguarda l'alimentazione elettrica il rimorchio dipende dal veicolo trainante al cui impianto elettrico è collegato.

#### Rimorchi per autovetture
I rimorchi per le autovetture sono distinti tra quelli per il trasporto di merci e quelli per il turismo itinerante, le classiche roulotte (o caravan).
L'unione con l'auto trainante avviene tramite un gancio piuttosto semplificato e l'impianto frenante è di solito ad inerzia: in sede di decelerazione il timone del rimorchio, avanzando, mette in funzione dei rinvii che comandano usualmente dei freni a tamburo presenti sulle ruote del rimorchio.
Nella maggior parte dei casi i rimorchi trainati sono ad un solo asse, ad esclusione di lunghezze particolarmente elevate oltre i 7,50 m, poiché non devono sopportare carichi di peso consistente. Il peso massimo che l'appendice può raggiungere è in dipendenza del veicolo trainante, sulla cui carta di circolazione, già in sede di omologazione, viene indicato specificatamente.

#### Rimorchi per autocarri
Allestiti su un telaio con equipaggiamenti specifici per le attività a cui sono destinati, siano esse centine, cisterne, silos o per agganciare container, sono di costruzione evidentemente più complessa rispetto a quelli suindicati per le autovetture.
Dispongono di impianto frenante molto più potente, funzionante ad aria compressa, comandato tramite rinvio dall'autocarro trainante. Anche l'impianto di aggancio è sovradimensionato, visto le masse in gioco, ed è composto di una campana installata sul retro del camion su cui si incastra il timone del rimorchio stesso grazie ad un piolo in acciaio.
La disposizione ed il numero degli assi è variabile in base alla lunghezza e alla portata; ad esclusione della combinazione di 2 assi situati centralmente (utilizzata nella combinazione di autotreno grande volume) è composta di un asse anteriore sterzante e di 1 o più assi nella parte posteriore.
Le lunghezze medie variano tra i 6 e gli 8 m mentre le portate, fermo restando le limitazioni del peso per asse, sono anche in dipendenza del peso del veicolo trainante con cui concorre a formare il peso totale a terra che non bisogna superare ed è codificato in maniera diversa nelle varie nazioni (in Italia è fissato in 44 t).

#### Rimorchi per autobus e filobus

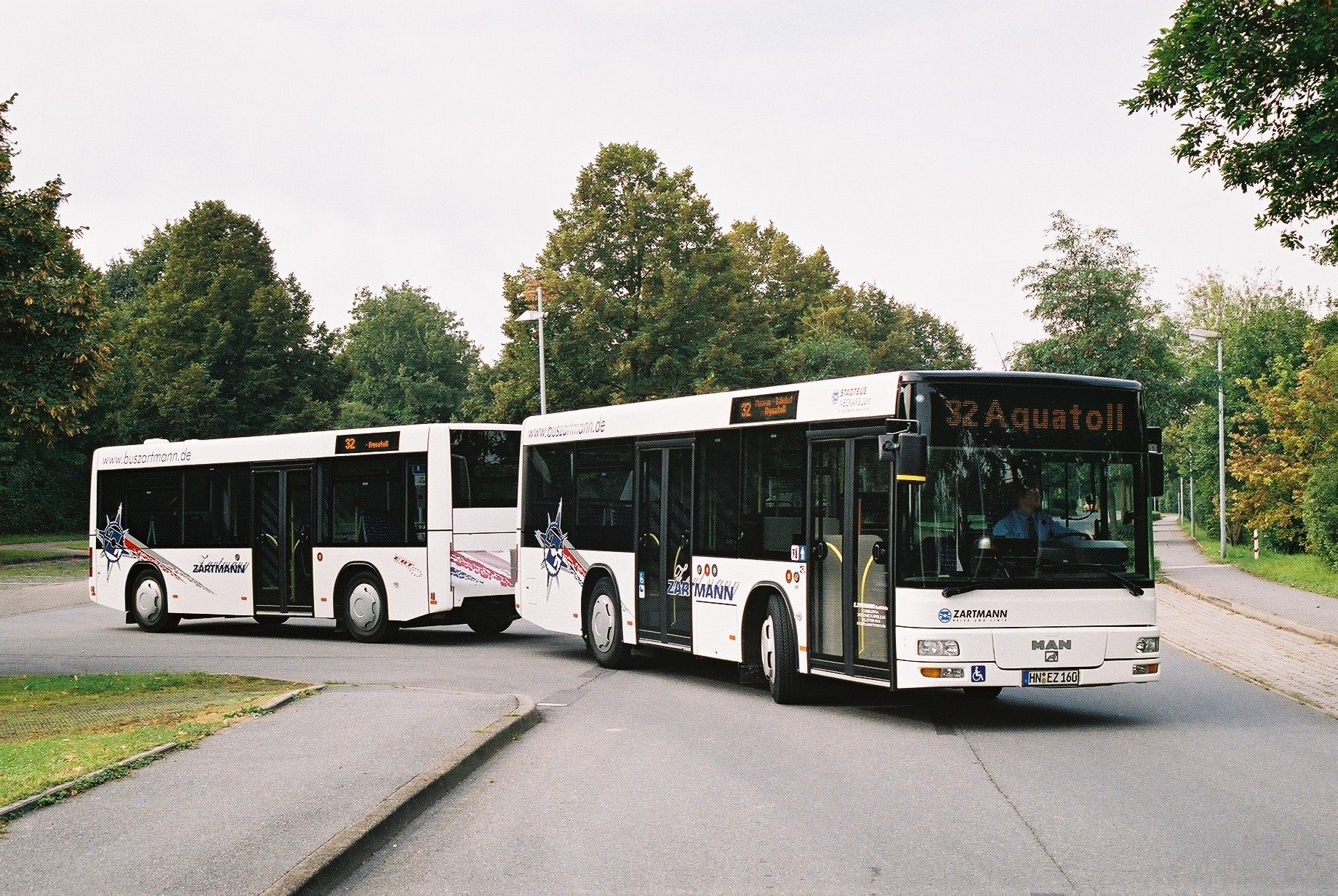
Moderno autobus con rimorchio Göppel-Bus MAN in servizio a Neckarsulm (Germania)

Negli anni '30 ebbero notevole diffusione anche i rimorchi per autobus, soprattutto per le autolinee extraurbane, ma anche per filobus, consentendo di aumentare la capacità di trasporto nelle ore di punta.  Vennero gradualmente soppiantati dagli "autotreni" con mantice, che a loro volta sono stati sostituiti dagli autosnodati.  L'ultimo autobus con rimorchio circolò in Italia nei primi anni '80, mentre in alcune città di altri paesi (come Losanna, Lucerna, Zugo e Tallinn) l'impiego proseguì, con introduzione anche di tecnologie innovative quali il telecontrollo e la sterzatura automatica. Recentemente sono stati reintrodotti in altre città quali Innsbruck in Austria, Furth, Osnabrück, Herrenberg, Neckarsulm ed altre in Germania (il cui uso è subordinato ad un permesso speciale). La composizione autobus+rimorchio adottata ad Osnabrück consente di offrire, con un unico agente, ben 180 posti, quasi il 50% in più degli autosnodati, ma nelle ore di morbida gli autobus circolano senza rimorchio, con vantaggi economici e ambientali.

#### Limiti di velocità
Secondo il codice della strada italiano, i limiti di velocità per gli autotreni, ovvero i veicoli trainanti rimorchio, sono di 70 km/h sulle strade extraurbane e di 80 km/h sulle autostrade. In altri stati vigono prescrizioni diverse.
Sempre secondo il codice della strada italiano, qualora la massa a pieno carico del rimorchio sia inferiore o uguale ai 750 kg, si ha un rimorchio leggero. In altri stati vigono prescrizioni diverse.

### Rimorchi agricoli

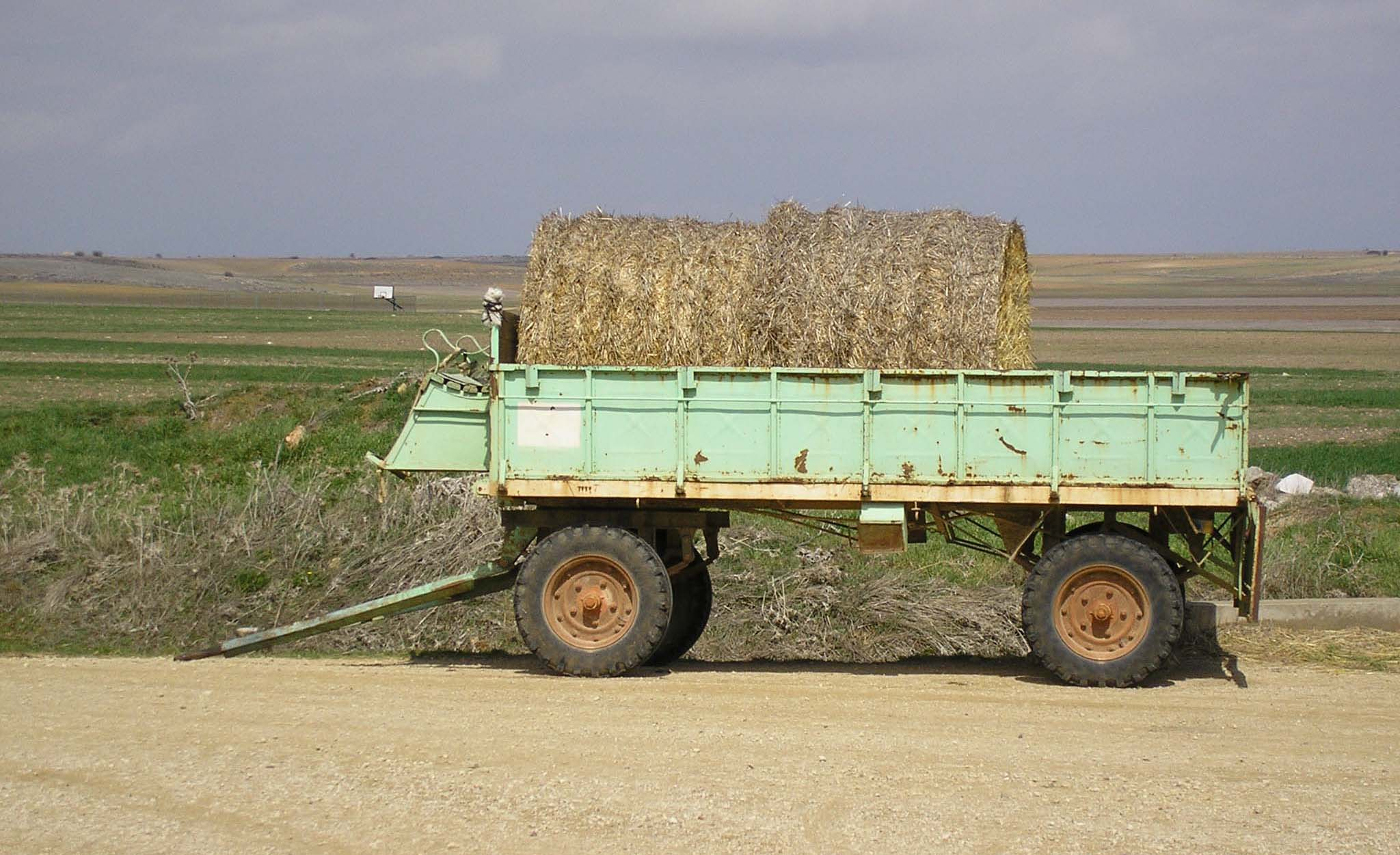
Un rimorchio agricolo per il trasporto di foraggio

Di altro tipo rispetto ai precedenti possono essere considerati i rimorchi che si agganciano ai trattori agricoli: la differenza sostanziale con i rimorchi per autocarri, secondo la norma italiana, è nei dispositivi di aggancio: nei rimorchi agricoli è l'occhione (cioè il dispositivo di aggancio del rimorchio) ad avere possibilità di rotazione lungo l'asse di trazione, mentre il gancio della trattrice è fisso, al contrario di ciò che accade nei rimorchi per autocarri. Per il resto i rimorchi agricoli rispettano sostanzialmente gli stessi standard (dimensioni e pesi) dei rimorchi per autocarri, ma spesso hanno un impianto frenante meno dimensionato in ragione della minore velocità massima ammessa (solo 40 km/h), tanto che in qualche caso si tratta di rimorchi industriali modificati esclusivamente nel dispositivo di aggancio.
I rimorchi agricoli, come i rimorchi per autocarri, sono sottoposti all'obbligo di immatricolazione (pur se hanno targa e sistema di numerazione diversi), inoltre devono essere muniti di tutti i dispositivi di segnalazione ed illuminazione previsti per gli altri rimorchi (ad esempio, sul posteriore: catadiottri triangolari, tabelle retroriflettenti per rimorchio, luci di posizione, stop e frecce, targa aggiuntiva ripetitrice di quella del trattore).
Ai rimorchi agricoli circolanti su strada, secondo il codice italiano, non può essere accodato alcun altro veicolo trainato, benché alcuni modelli siano muniti di gancio di traino posteriore utilizzabile solamente su campo.
Va precisato che per rimorchio agricolo si intende ogni veicolo destinato al traino da parte di trattrici agricole e che sia atto al trasporto di cose (prodotti agricoli, materiali, macchine agricole o altro). Tutti gli altri veicoli muniti di ruote, sprovvisti di motore e "accodabili" a trattrici agricole sono classificati come "macchine operatrici agricole trainate o semiportate", dove la differenza tra "trainato" e "semiportato" sta esclusivamente nell'utilizzo del gancio di traino per rimorchi o gancio di traino analogo, oppure nell'utilizzo di altri dispositivi di aggancio (come l'attacco a tre punti). Secondo il codice italiano le operatrici agricole trainate o semiportate hanno molte meno prescrizioni dei rimorchi agricoli: non devono essere immatricolate, non hanno l'obbligo di impianto frenante, e la loro omologazione/approvazione è tuttora facoltativa: permangono invece gli obblighi sui dispositivi di illuminazione e segnalazione (diversi da quelli dei rimorchi), e di targa ripetitrice se quella della trattrice non è visibile.
Un rimorchio agricolo può essere dotato anche di dispositivi assimilabili a quelli delle operatrici, tuttavia mantiene la classificazione di rimorchio agricolo se è anche atto al trasporto, è il caso ad esempio delle autocaricanti.

### Dumper

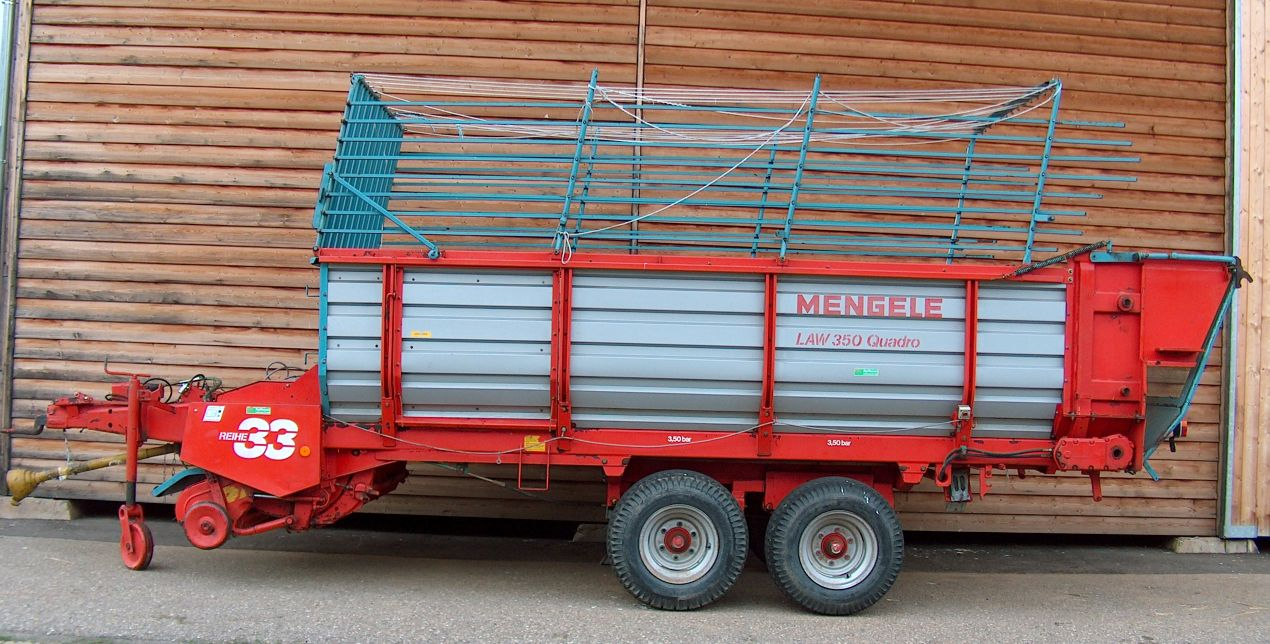
Rimorchio agricolo autocaricante con assi dumper

Da non confondere con i dumper da cava, i rimorchi dumper sono tutti i rimorchi a uno o più assi ravvicinati e senza la presenza della ralla. I dumper sono comuni rimorchi, non scaricano il proprio peso totalmente sui propri assi ma anche in parte sul gancio di traino, infatti presentano una gamba perché tendono a essere leggermente più pesanti nella parte anteriore per evitare che quando è staccato dalla trattrice faccia "cul ausa" ovvero che il posteriore si abbassi fino a toccare per terra. Inoltre non avendo la ralla consentono anche proprietà di manovrabilità superiore ai comuni rimorchi. Come controparte durante le svolte si determina un grande sbalzo verso l'esterno della curva della parte posteriore del rimorchio,  a causa di una maggiore forza centrifuga.

## Disposizione masse e stabilità
La stabilità del rimorchio può essere definita come la tendenza di un rimorchio a dissipare il movimento laterale o frontale, esistono norme molto dettagliate sulla disposizione dei vari carichi a seconda del veicolo e del rimorchio.
Il movimento iniziale può essere causato da forze aerodinamiche, ad esempio da un vento trasversale o da un veicolo in transito. I parametri che maggiormente influenzano tale stabilità sono legati al rimorchio stesso e alla disposizione del carico su esso, mentre i parametri del mezzo trainante influiscono in modo marginale, disponendo il carico più vicino al timone si arriva alla situazione di maggiore stabilità, quasi paragonabile a quella di un veicolo unico, mentre con l'allontanamento del carico esso si comporterà come un pendolo, andando ad acuire l'instabilità
Alcuni veicoli sono dotati di un programma di stabilità del rimorchio (strettamente derivati dall'controllo elettronico della stabilità) che può essere in grado di compensare un carico improprio, andando a frenare determinate ruote ed eventualmente tagliando la potenza del motore.